# Día de Muertos

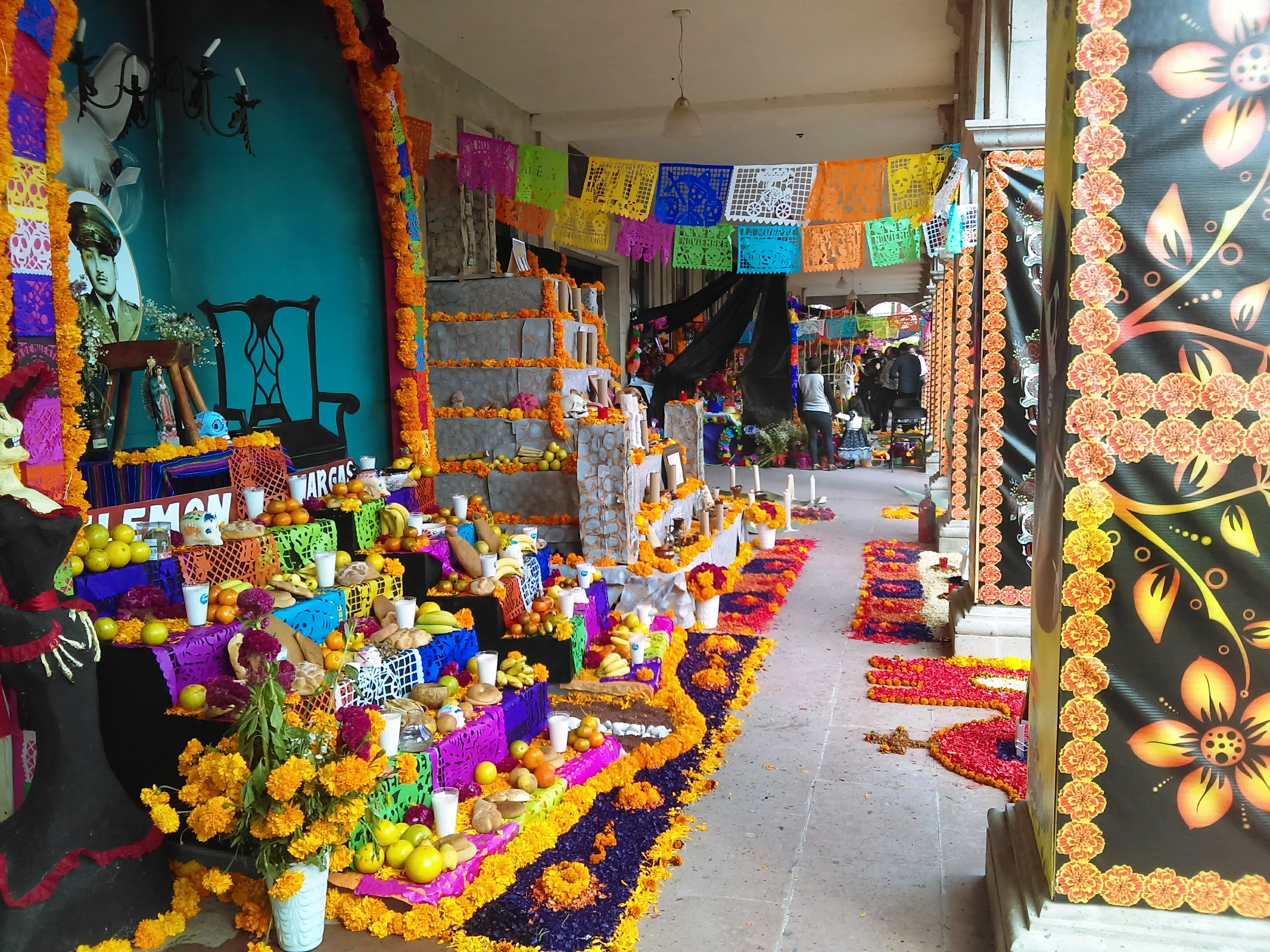

Día de Muertos là một lễ hội truyền thống của người Mexico nhằm tôn vinh người chết. Nó diễn ra vào ngày 1 hoặc 2 tháng 11 và được liên kết với Lễ Các Đẳng và Lễ Các Thánh.
Lễ hội được phát hiện cách đây hơn 500 năm, khi người Tây Ban Nha tới México và biến nơi đây thành thuộc địa, họ rất ngạc nhiên khi thấy dân bản địa đang thực hiện một nghi lễ ma quái với những chiếc đầu lâu kỳ dị. Hành động của họ như thể đang thách thức cái chết. Ban đầu, người Tây Ban Nha đã dùng nhiều cách để xóa bỏ tục lệ kéo dài ít nhất 3.000 năm này, tuy nhiên lễ hội này vẫn tồn tại đến nay, minh chứng cho sự bất tử của nó và nổi tiếng khắp thế giới cùng tên gọi chính thức Día de Los Muertos.
Vào dịp lễ, mọi người thường đeo mặt nạ có hình ma quỷ hoặc sọ người, tổ chức tiệc tùng ăn uống và coi đây là dịp đoàn tụ. Đồ ăn phổ biến là rượu tequila, rượu mezcal, chocolate nóng và các loại bánh mì, kẹo có hình dạng đầu lâu. Trên trán của mỗi chiếc đầu lâu thường được đính tên của một người. Theo cách đó, ai cũng có thể mua những chiếc kẹo đầu lâu với tên người bạn của mình và tận hưởng cảm giác được ăn đầu họ. Đây là một phong tục rất thú vị và được người dân háo hức hưởng ứng.
Vào ngày này, ở vùng nông thôn Mexico mọi người sẽ ra mộ của người thân để trang trí. Tại vùng nông thôn, mọi người sẽ ghé thăm nghĩa trang - nơi những người thân của họ được chôn cất. Họ dùng hoa cúc vạn thọ, nến để trang trí quanh mộ và mang theo các món đồ chơi dành cho trẻ em đã chết, rượu tequila dành cho linh hồn người lớn. Sau đó, mọi người trong gia đình sẽ ngồi quanh các ngôi mộ, vừa ăn những món mà người chết khi còn sống ưa thích vừa trò chuyện vui vẻ hoặc cầu nguyện.
Tại Mỹ và các vùng nội đô Mexico, mọi người sẽ dựng bàn thờ cầu nguyện ngay trong nhà, bày biện lên đó đầu lâu bằng đường được trang trí đẹp mắt, làm những món ăn ngon để thết đãi người chết. Dù mang tên gọi rùng rợn, bao trùm lễ hội này lại là một không khí ấm áp, vui vẻ của tình thân.
Cách tham dự lễ hội:Trong những ngày này, mội người thường đeo mặt nạ hình đầu lâu hoặc hóa trang với gương mặt của người chết, thân mang hình dáng của một bộ xương.Giải thích về hình ảnh đầu lâu xuất hiện dày đặc trong lễ hội, người Mexico cho biết nó tượng trưng cho cái chết và sự tái sinh. Họ tin rằng thể xác chỉ là tạm thời còn linh hồn mới là vĩnh cửu. Các linh hồn sau khi lìa khỏi thân xác sẽ tập trung ở một nơi vĩnh hằng để yên nghỉ và chờ đến ngày họ có thể trở về dương thế để thăm thân nhân. Đối với họ, cuộc sống chỉ là một giấc mộng và cái chết là sự tiếp tục, do đó thay vì lo sợ cái chết, người dân chấp nhận nó như một điều hiển nhiên. Đây là quan điểm hoàn toàn đối lập với người Tây Ban Nha - những người xem cái chết là sự kết thúc của cuộc sống.
Trước đây, Día de os Muertos được tổ chức vào mùa hè, nhưng sau đó người Tây Ban Nha đã chuyển lễ hội sang 2/11 để phù hợp với ngày dành cho các linh hồn trong đạo Công giáo.